# Нортуэстерн-Шошони
Нортуэстерн-Шошони (англ. Northwestern Shoshone Reservation) — индейская резервация, расположенная в северной части штата Юта, США.

## История
В 1989 году Церковь Иисуса Христа Святых последних дней предоставила племени 187 акров земли, которая стала основой для резервации северо-западных шошонов, являющихся часть северных шошонов. Рядом с резервацией есть ещё несколько частных участков индейцев, находящихся в доверительном управлении Бюро по делам индейцев.
Конституция племени была утверждена в августе 1987 года и пересмотрена в 2007 году.

## География
Резервация расположена на севере Юты в округе Бокс-Элдер, недалеко от границы Юты и Айдахо. Общая площадь Нортуэстерн-Шошони составляет 0,787 км². Штаб-квартира племени находится в городе Огден, ранее была в Бригем-Сити.

## Демография
В январе 1995 года племенной состав северо-западной группы шошонов насчитывал 454 члена. Почти все они живут на юге Айдахо и в Северной Юте. В 2019 году население в резервации отсутствовало.

## Комментарии
1. ↑  Сам город не входит в состав резервации, а является лишь штаб-квартирой племени.